# Ostrów (Dorohusk)
Pour les articles homonymes, voir Ostrów.
Ostrów (prononciation : [ˈɔstruf]) est un village polonais de la gmina de Dorohusk dans le powiat de Chełm de la voïvodie de Lublin dans l'est de la Pologne, à la frontière avec l'Ukraine.
Il se situe à environ 7 kilomètres au sud-ouest de Dorohusk (siège de la gmina), 21 kilomètres à l'est de Chełm (siège du powiat) et 86 kilomètres à l'est de Lublin (capitale de la voïvodie).
Le village compte approximativement une population de 230 habitants.

## Histoire
De 1975 à 1998, le village est attaché administrativement à la voïvodie de Chełm.

Depuis 1999, il fait partie de la voïvodie de Lublin.